# Kermes vermilio
Il vermiglio della quercia (Kermes vermilio Planchon, 1864) è un insetto omottero della famiglia Kermesidae (Coccoidea).

## Usi
Questa specie veniva raccolta, essiccata e polverizzata per usarla come colorante (lacca kermes). Lo stesso colorante veniva usato per conferire la colorazione all'alchermes, uno dei liquori di maggior impiego in pasticceria. Ora vengono usati coloranti alimentari.